# Božićni sajam
Božićni sajam, nekada poznat i kao adventski sajam održava se tijekom četiri tjedna došašća. Nastao je u većinom germanskim krajevima, kao što su: Njemačka, Austrija, Južni Tirol i Alsace, ali sada se održava i u mnogim drugim zemljama, uključujući i Hrvatsku.
Povijest adventskih sajmova seže u kasni srednji vijek. Božićni sajam u Dresdenu, prvi se put održao 1434. godine i jedan je od najstarijih božićnih sajmova. Danas privlači između 1,5 i 2 milijuna posjetitelja godišnje u vrijeme došašća. Sajam u Bautzenu, čak je i stariji. Prvi se put spominje u zapisima iz 1384. Bečki prosinački sajam preteča je kasnijih božićnih sajmova i potječe iz 1294. godine. 
U mnogim gradovima u Njemačkoj i Austriji, došašće počinje otvaranjem sajma. Općenito se održava na središnjem gradskom trgu, u području pješačke zone. Taj prostor je okićen božićnim ukrasima, a posebno se ističe visoko božićno drvce.
Na sajmu se prodaju predmeti vezani za došašće i Božić, poput adventskih vijenaca, božićnih ukrasa, božićnih čestitki, poklona, božićnih drvaca, jaslica i sl. uz prodaju hrane i pića poput kobasica i kuhanoga vina te uz koncerte na otvorenom.
Najpoznatiji takvi sajmovi su u: Dortmundu, Erfurtu, Nürnbergu, Dresdenu, Stuttgartu, Augsburgu, Beču, Grazu, Strasbourgu, Birminghamu i Manchesteru.
Advent u Zagrebu je prema izboru glasača portala "European Best Destinations" po tri puta za redom proglašen najboljom destinacijom za božićne blagdane u Europi 2015., 2016. i 2017. godine. 

## Galerija
- Adventski sajam u Zagrebu.
- Adventski sajam u Zagrebu.
- Adventski sajam u Zagrebu.
- Adventski sajam u Jeni u Njemačkoj.